# Fantazijní postava
Pojem fantazijní postava se používá v psychologii pro obraz druhé osoby, který si člověk vytvoří ve své mysli a do nějž promítá svá očekávání i minulé zážitky s danou osobou spojené. Fantazijní postavě může dát vzniknout např. pocit ztráty, pokud někoho opustí či mu zemře milovaný partner, nebo silné negativní pocity vůči osobě, která ho nějakým způsobem ohrožuje, např. milenci manželky nebo sobeckému člověku, jehož jednání ho zraňuje.
Existence fantazijních postav je zdrojem mnoha nedorozumění ve vztazích. Zatímco „majitel" fantazijní postavy s ní komunikuje, přesvědčuje ji o svých argumentech, útočí na ni či se obhajuje, jde stále jen o jeho vlastní monolog. Reálný předobraz fantazijní postavy s tím nemá nic společného. 
Aktivace a síla, se kterou se fantazijní postavy v mysli člověka projevují, je podle psychologa Jeronýma Klimeše přímo úměrná jeho momentálnímu psychickému stavu. Únava, strach či sebenenávist tak produkují útočné, či naopak pasivní a mlčící postavy, které tak pokřiveně vyjadřují okamžitou potřebu svého nositele. Například potřeba volat otci - stesk - se může projevovat jako útočné výtky fantazijního otce, který syna kárá, že mu od rána nezavolal. Strach z tohoto imaginárního otce však u syna paradoxně zvyšuje neschopnost zavolat reálnému otci, a tím i jeho frustraci samotou.

## Oproštění od fantazijních postav
Zbavit se fantazijních postav, které se staly dlouhodobým partnerem ve vnitřních monolozích i samomluvě, může být obtížné. A to přesto, že člověk se takovou postavou může cítit pronásledován a vyčerpáván, a silně touží se jí zbavit. „Není možno je z hlavy vyhnat, stejně jako není možno vůlí něco zapomenout,“ soudí Klimeš. Je tak možné pouze ovlivnit vztah k nim, což má zásadní význam proto, že jde o vztah k sobě sama. 
Je-li tedy fantazijní postava terčem výčitek, výhrůžek apod., reaguje i ona agresivně a negativní náladou svého majitele je stále udržována při životě. Je-li člověk schopen vědomě převrátit své obvyklé chování (paradoxní intence) a fantazijní postavu, které dosud spílal a odháněl ji, láskyplně přivítat a přijmout, může díky tomu představa ztratit svou sílu. Pak už může být přehlušena silnějšími podněty, a díky tomu vymizet úplně. 